# Candy (Chet Baker album)
Candy från 1985 är ett musikalbum med Chet Baker. Det spelades in i Sonets bibliotek i Stockholm.

## Låtlista
1. Love for Sale (Cole Porter) – 9:54
2. Nardis (Miles Davis) – 5:23
3. Candy (Mack David/Joan Whitney/Alex Kramer) – 5:09
4. Bye Bye Blackbird (Ray Henderson/Mort Dixon) – 7:53
5. Sad Walk (Robert Zieff) – 4:53
6. Tempus Fugit (Bud Powell) – 4:25
7. Red's Blues (Red Mitchell) – 4:17

Bonusspår på cd-utgåvan från 2004
1. Red Mitchell reminiscing with Chet Baker – 8:15
2. My Romance (Richard Rodgers/Lorenz Hart) – 5:46

## Medverkande
- Chet Baker – trumpet (spår 1–7, 9), sång (spår 3)
- Michel Graillier – piano (spår 1–7, 9)
- Jean-Louis Rassinfosse – bas (spår 1–7, 9)
- Red Mitchell – intervju (spår 8, 9)